# Араева, Людмила Алексеевна
Людми́ла Алексе́евна Ара́ева (3 февраля 1947, Кемерово — 9 февраля 2021, Москва) — советский и российский филолог. Доктор филологических наук (1994), профессор (1999). Заведующий кафедрой стилистики и риторики Кемеровского государственного университета. Председатель диссертационного совета. Член редакционной коллегии научных журналов «Сибирский филологический журнал», «Вестник КемГУ». Основатель Кемеровской научной школы, ставшей на рубеже ХХ — XXI веков значимым центром лингвистических исследований.
«С её именем связаны научные и организационные достижения Кузбасса и КемГУ в области филологии и гуманитарной культуры. Создатель и руководитель научной школы „Кемеровская дериватологическая школа“, где изучаются проблемы регионального словообразования, актуальные вопросы современной риторики, стилистики и культуры речи, проведено описание словообразования русских говоров Кузбасса (коллективная монография „Словообразовательная система русских говоров Кузбасса. Субстантив“ Кемерово, 1992, отв. ред. Л. А. Араева)».
Область научных интересов: семантические проблемы словообразования, диалектология, герменевтика, когнитивистика, вопросы современной риторики, диалектная лексикография, юрислингвистика.

## Биография
Людмила Алексеевна Араева (Синельникова) родилась в г. Кемерово 3 февраля 1947 года.
В 1969 году окончила Кемеровский государственный университет по специальности «Русский язык и литература».
В 2003 году получила диплом о втором высшем образовании по специальности «Юриспруденция» (юридический факультет КемГУ).
Обучалась в аспирантуре Томского государственного университета (научный руководитель профессор Маина Николаевна Янценецкая).
В 1981 году защитила кандидатскую диссертацию на тему «Словообразовательные типы имен существительных в системе говора».
В 1994 году в Институте русского языка РАН имени В. В. Виноградова защитила докторскую диссертацию по диалектному словообразованию.
В 1999 г. избрана чл.-корр. МАН ВШ; в этом же году Людмиле Алексеевне присуждено звание профессора.
С 1996 по 1998 г. принимала участие в работе Сибирского отделения РАЕН в качестве член-корреспондента.
В 2001—2006 гг. параллельно с работой в КемГУ заведовала кафедрой лингвистики в Беловском институте-филиале КемГУ.
Л. А. Араева — руководитель научной школы «Кемеровская дериватологическая школа». За 30 лет функционирования школы научным коллективом опубликовано более 1500 научных работ.
Большую роль в развитии отечественной русистики сыграло открытие Л. А. Араевой на базе КемГУ в 1996 г. диссертационного совета по защитам кандидатских диссертаций, а с 2000 г. по защитам докторских диссертаций по лингвистическим специальностям.
С 1996 по 2021 гг. Людмила Алексеевна являлась председателем диссертационного совета по филологическим наукам Д 212.088.01.
Под её руководством защищено 27 диссертаций: 22 кандидатских диссертаций и 5 докторских.
Научные конференции и лингвистические школы, которые проводила Людмила Алексеевна, стали легендой. В Западную Сибирь на рубеже ХХ — XXI вв. приезжали ведущие ученые России, ближнего и дальнего зарубежья, собирались сотни слушателей. Лекторами Международных летних лингвистических школ были Анатолий Николаевич Баранов (Москва), Владимир Иванович Беликов (Москва), Харри Вальтер (Грайфсвальд, Германия), Наталья Видмарович (Загреб, Хорватия), Николай Данилович Голев (Барнаул — Кемерово), Владимир Иванович Заика (Великий Новгород), Людмила Георгиевна Зубкова (Москва), Вячеслав Борисович Кашкин (Воронеж), Григорий Ефимович Крейдлин (Москва), Максим Анисимович Кронгауз (Москва), Валерий Михайлович Мокиенко (Санкт-Петербург), Валентина Авраамовна Маслова (Витебск, Беларусь), Борис Юстинович Норман (Минск, Беларусь), Александр Николаевич Тихонов (Москва), Павел Алексеевич Катышев (Кемерово — Москва), Владимир Ильич Карасик (Волгоград — Москва), Михаил Андреевич Осадчий (Кемерово — Москва), Мамед Джакыпович Тагаев (Бишкек, Кыргызстан) и многие другие. С 2002 г. было организовано и проведено девять лингвистических школ.
В 2002 году вышел знаковый для научной биографии Л. А. Араевой сборник «Лингвистика как форма жизни». Эта публикация была приурочена к 55-летию ученого. Жизнетворческое название книги впоследствии закрепится за всеми последующими юбилейными сборниками. В них найдет отражение интерес к творческой реализации личности в языке, к лингвокреативной деятельности человека. Эти публикации передают многогранность лингвистических интересов Л. А. Араевой и её желание сформировать условия для творческого самовыражения целой плеяде учеников.
Оценка коллег:
«Исключительно много сделала в плане повышения профессионального уровня преподавателей вузов и школ Кузбасса и превращения кемеровской лингвистики в научную школу: в 1995 г. открыла кафедру стилистики и риторики, 1996 г. — диссертационный совет по защите кандидатских диссертаций, преобразованный в диссертационный совет по защите докторских диссертаций по двум специальностям: 10.02.01 — русский язык и 10.02.19 — теория языка. В 1999 г. по инициативе Л. А. Араевой в университете открыта докторантура по специальности 10.02.01 — русский язык».
В сферу научных интересов Людмилы Алексеевны входили фонетика и словообразование, риторика, когнитивистика, психолингвистика, юрислингвистика. Занималась она анализом когнитивных законов изучения русского языка как иностранного. Одна из тем, которая активно разрабатывалась ученым в последние годы, была связана с практикой восстановления речи людей, перенесших инсульт.
В 2007 году Л. А. Араева создала научное направление по изучению культуры и языка телеутов. По результатам работы в рамках трех грантов, посвященных сохранению языка и культуры коренных народов Сибири, издано более 60 научных статей, коллективная монография «Языковая картина мира телеутов», электронный пропозиционально-фреймовый словарь телеутского языка и электронный лингвострановедческий мультимедийный словарь телеутско-русского языка, размещенный на портале Гос. ИРЯ им. А. С. Пушкина «Образование на русском».
Людмила Алексеевна скончалась на 74 году жизни в Москве, где живут её дети.

## Награды
Почетный работник высшего профессионального образования Российской Федерации и др.

## Научные труды
Автор 340 работ, в том числе монографий, областных словарей, онлайн-курсов.
Научные публикации
- Араева Л. А. Парадигматические отношения на словообразовательном уровне. Кемерово, 1990.
- Араева Л. А. Словообразовательный тип как семантическая микросистема: суффиксальные субстантивы (на материале русских говоров). Кемерово, 1994. ISBN 5-202-00029-4
- Вершининский словарь / Том. гос. ун-т; [Авт.-сост.: В. Г. Арьянова и др.]. Томск: Изд-во Том. ун-та, 1999.
- Т. 1: А — В / [авт.-сост.: Л. А. Араева и др.]. — 1998. 306 с.; ISBN 5-7511-0917-1
- Араева Л. А. Истоки и современное осмысление основных проблем русского словообразования // Лингвистика как форма жизни. Кемерово, 2002. С. 4-24.
- Араева Л. А. Эволюция теории полимотивации в русистике // Современные наукоемкие технологии. 2005. № 3. С. 13-19.
- Араева Л. А. Культура речи с позиций пропозиционально-дискурсивного подхода (к постановке проблемы) // Речевое общение. 2006. № 8-9. С. 9-14.
- Араева Л. А., Осадчий М. А. Проблемы судебно-лингвистической экспертизы в рамках дел о защите чести и достоинства, о клевете и оскорблении // Российский юридический журнал. 2006. № 2 (50). С. 86-94.
- Араева Л. А. Достижения теоретического языкознания в методике преподавания русского языка как иностранного // Русский язык: исторические судьбы и современность. III Международный конгресс исследователей русского языка: труды и материалы. Филологический факультет МГУ. 2007. С. 540—541.
- Араева Л. А. Словообразовательный тип. Москва: URSS: Либроком, 2009 (М. Ленанд). 268 с.; 21 см; ISBN 978-5-397-00515-9
- Араева Л. А. Пропозициональное моделирование русского словообразования // Горизонты современной лингвистики: Традиции и новаторство. Сборник в честь Е. С. Кубряковой. Сер. «Studia philologica» Институт языкознания РАН. Москва, 2009. С. 481—492.
- Араева Л. А. Глубинные механизмы вербального познания мира ребёнком до двух лет // Взаимодействие языка и культуры в коммуникации и тексте: сб. научных статей. 2010. Т. 1. № 1. С. 3-7.
- Араева Л. А., Осадчий М. А., Проскурина А. В., Антипов А. Г., Соколова С. К., Булгакова О. А., Шумилова А. А., Оленев С. В., Паули Ю. С., Денисова Э. С. Кемеровская дериватологическая школа. Традиции и новаторство. Москва, 2011.
- Араева Л. А. Как преподавать «Культуру речи» сегодня? // Русский язык в школе. 2011. № 6. С. 28-33.
- Араева Л. А., Булгакова О. А., Образцова М. Н., Семенов С. Е., Коваленко А. В., Барбараш О. Л. Язык через человека и для человека (первый опыт применения методики пропозиционально-фреймового моделирования для возвращения речи больным, перенесшим инсульт) // Фундаментальные исследования. 2015. № 2-14. С. 3186-3191.
- Языковая картина мира телеутов: монография / [Л. А. Араева, О. А. Булгакова, Л. С. Калентьева и др.; научный редактор: Л. А. Араева; ответственный редактор: А. В. Проскурина]; Министерство образования и науки Российской Федерации, Федеральное государственное бюджетное образовательное учреждение высшего образования «Кемеровский государственный университет». Кемерово: КГУ, 2016. — 236 с.; ISBN 978-5-8353-2091-2
- Малые фольклорные жанры в телеутской лингвокультуре: сборник пословиц, поговорок, загадок, примет, фразеологизмов / Министерство науки и высшего образования Российской Федерации, Федеральное государственное бюджетное образовательное учреждение высшего образования «Кемеровский государственный университет» : переводчик с телеутского языка на русский — М. Н. Тарасова-Якучакова; коллектив составителей: Л. А. Араева [и др.]. — Кемерово: Кемеровский гос. ун-т, 2019.
- Араева Л. А., Федосеев М. И. Русская языковая картина мира в период коронавирусной пандемии // Русский язык в современном научном и образовательном пространстве. сборник тезисов Международной научной конференции, посвященной 90-летию профессора Серафимы Алексеевны Хаврониной. Москва, 2020. С. 6-8.
- Лингвистика как форма жизни. Кемерово, 2002.
- Лингвистика как форма жизни. Вып. 2. Москва, 2009.
- Лингвистика как форма жизни. Вып. 3. Москва, 2015.